# Jordan Cronenweth
Jordan Cronenweth, född 1935, död 1996, var en amerikansk filmfotograf. Han vann en BAFTA Award för bästa foto för filmen Blade Runner och nominerades till en Oscar för bästa foto för Peggy Sue gifte sig.
Han är far till filmfotografen Jeff Cronenweth.

## Filmografi (i urval)
- 1974 – Stoppa pressarna!
- 1974 – Pionjärerna
- 1977 – Rolling Thunder
- 1982 – Blade Runner
- 1982 – Tjejen som inte ville gifta sig
- 1986 – Peggy Sue gifte sig
- 1987 – Det sista slagfältet
- 1990 – State of Grace